# NGC 3436
NGC 3436 este o emission-line galaxy⁠(d) situată în constelația Leul. A fost descoperită în 30 noiembrie 1877 de către . Se află la o distanță de 95,39 de megaparseci de Pământ.